# Romain Ruffier
Ne doit pas être confondu avec Stéphane Ruffier.
Romain Ruffier, né le 4 octobre 1989 à Nîmes en France, est un footballeur français qui évolue au poste de gardien de but au RFCU Luxembourg.

## Biographie

### FC Metz (2007-2010)
La carrière du joueur débute au sein du FC Metz, dans l'équipe réserve du club.

### Amiens SC (2011-2013)
En 2011, le joueur s'engage avec l'Amiens SC, alors tout juste promu en Ligue 2.

### FC Wiltz 71 (2013-2016)
En 2013, il signe un contrat avec le FC Rouen mais le club dépose le bilan peu de temps après. C'est donc au Luxembourg au sein du FC Wiltz 71 que le joueur s'engage lors de ce mercato,,,.

### RFCU Luxembourg (2016-2023)
Courtisé par de nombreux clubs, le joueur s'engage avec le RFCU Luxembourg, club de la capitale luxembourgeoise jouant en BGL Ligue.
Avec le Racing, le joueur remporte la Coupe du Luxembourg en 2018 face à l'US Hostert ainsi que la première Coupe du Luxembourg se jouant au Stade de Luxembourg en 2022 face au F91 Dudelange.

### FC Differdange 03 (2023-2024)
Après sept saisons au sein de la capitale, le joueur s'engage avec le FC Differdange 03.
Il remporte pour la première fois de sa carrière le championnat de BGL Ligue avec son nouveau club à l'issue de la saison.

### RFCU Luxembourg (depuis 2024)
Ayant annoncé à la retraite après sa saison au FC Differdange 03, le joueur retourne pourtant au RFCU Luxembourg en 2024 en signant un contrat et devenant en même temps directeur sportif du club de la capitale.

## Palmarès
| RFCU Luxembourg (2) :                                                                              | FC Differdange 03 (1) :       |
| -------------------------------------------------------------------------------------------------- | ----------------------------- |
| - Coupe du Luxembourg (2) - Vainqueur : 2018 et 2022 - Supercoupe du Luxembourg - Finaliste : 2018 | - BGL Ligue - Champion : 2024 |